# Borophaga
Borophaga is een geslacht van insecten uit de familie van de bochelvliegen (Phoridae).

## Soorten
- B. agilis (Meigen, 1830)
- B. bennetti Disney, 2010
- B. carinifrons (Zetterstedt, 1848)
- B. cephalotes (Schmitz, 1922)
- B. clavata (Loew, 1866)
- B. erythrocera (Meigen, 1830)
- B. femorata (Meigen, 1830)
- B. fuscipalpis Schmitz, 1952
- B. germanica (Schmitz, 1918)
- B. incrassata (Meigen, 1830)
- B. irregularis (Wood, 1912)
- B. subsultans (Linnaeus, 1766)
- B. tinctipennis Borgmeier, 1963
- B. verticalis Borgmeier, 1962